# 103a brigada de l'HVO
La 103a Brigada de l'HVO fou una unitat del Consell de Defensa Croat. Va ser establerta a principis de l'any 1992. La seva seu se situa a la ciutat de Derventa, Bòsnia i Hercegovina. L'agost del 1994 quan es va reorganitzar en el 103è Batalló, 201 Regiment de Defensa Nacional. Tot i que la brigada es va establir el febrer del 1992, el 103è aniversari de la brigada se celebra el 25 de març, el dia en què els "defensors del Dervent" van organitzar per primera vegada la resistència.

## Regiments de la 103a brigada

El 3r Batalló de la 103a Brigada.
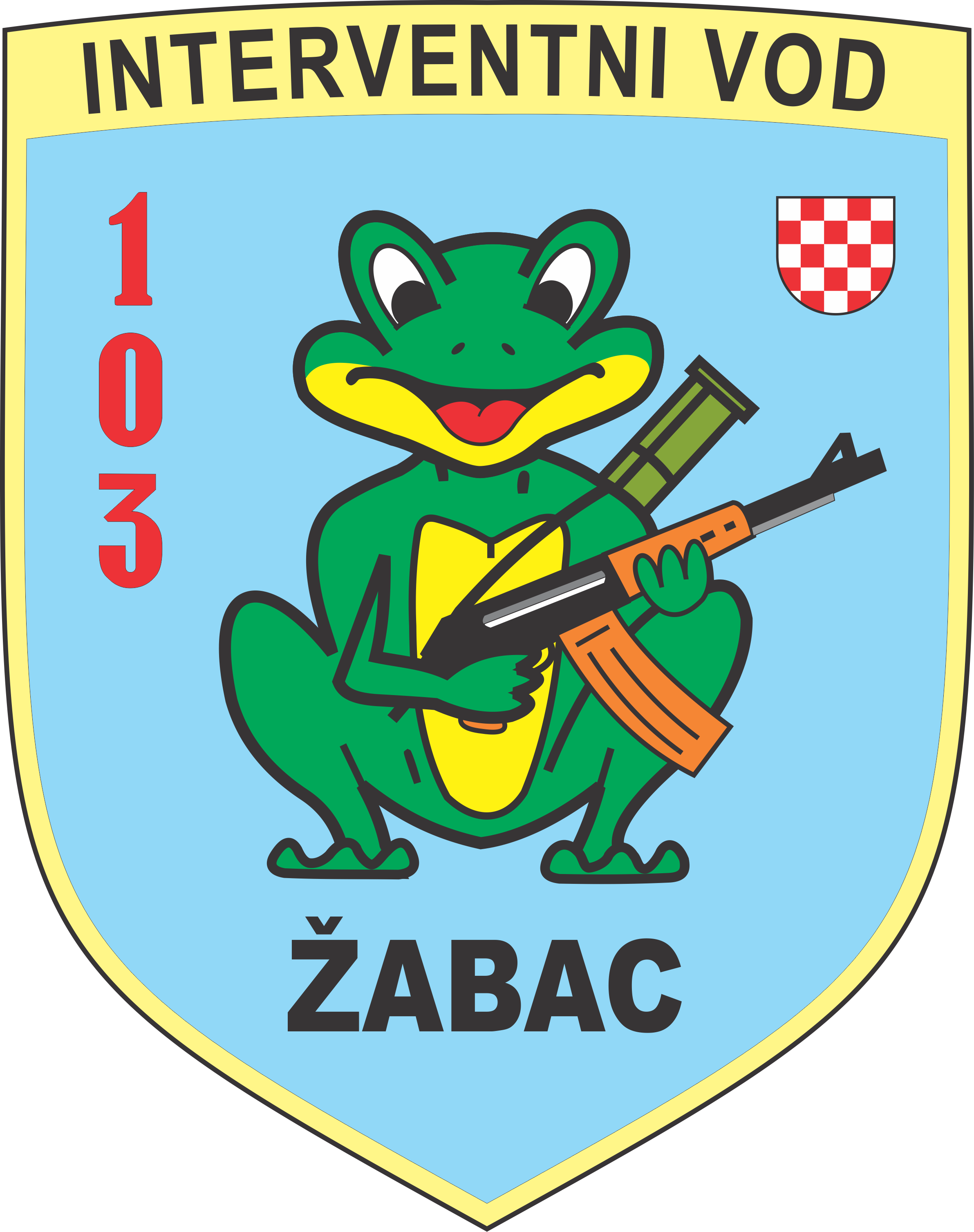
La secció d'intervenció de la 103a Brigada.